# Horní Lideč
Horní Lideč (in tedesco Ober Litsch) è un comune della Repubblica Ceca facente parte del distretto di Vsetín, nella regione di Zlín.